# Erica leucodesmia
Erica leucodesmia är en ljungväxtart som beskrevs av George Bentham. Erica leucodesmia ingår i släktet klockljungssläktet, och familjen ljungväxter. Inga underarter finns listade i Catalogue of Life.